# Stara Krivaja
Stara Krivaja is een plaats in de gemeente Đulovac in de Kroatische provincie Bjelovar-Bilogora. De plaats telt 0 inwoners (2001).